# Gustav Fridolin
Pour les articles homonymes, voir Fridolin.
Gustav Fridolin, né le 10 mai 1983 à Vittsjö, est un homme politique suédois, membre du Parti de l'environnement Les Verts (MP), dont il est l'un des porte-paroles de mai 2011 à mai 2019, aux côtés d'Åsa Romson, puis d'Isabella Lövin. 
Il devient ministre de l'Éducation en 2014.

## Biographie
Gustav Fridolin a adhéré au Parti de l'environnement Les Verts en 1994, et a été porte-parole des Jeunes Verts de Suède de 1999 à 2003.
À la suite des élections générales de 2002, Fridolin a représenté Stockholm au Riksdag. Alors âgé de 19 ans, il était alors le plus jeune d'un parlement national au monde et de l'histoire suédoise, record battu en 2010 par le conservateur Anton Abele. Entre 2004 et 2006, il a appartenu au conseil du parti, et a été membre de sa délégation lors des négociations avec le gouvernement du social-démocrate Göran Persson et le Parti de gauche.
En 2005 Fridolin a annoncé qu'il ne serait pas candidat aux élections générales de 2006. Entre 2006 et 2009 il a travaillé comme journaliste pour l'émission de télévision Kalla fakta (sv) sur TV4, ainsi que comme professeur d'histoire et d'éducation civique dans une université populaire de Stockholm.
Il a néanmoins été réélu au Riksdag lors des élections générales de 2010 dans le comté de comté de Scanie.
Le 29 mars 2011, il a annoncé sa candidature au poste de porte-parole de son parti, en binôme avec Åsa Romson. Ils ont tous deux été élus le 21 mai 2011.
Lui et Åsa Romson ont brièvement été les chefs de l'opposition pendant six jours en janvier 2012, lorsque le plus grand parti de l'opposition (le Parti social-démocrate) s'est retrouvé sans leader.
Il devient ministre de l'Éducation au sein du gouvernement Löfven en octobre 2014.